# Stanley Prusiner
Stanley Ben Prusiner (ur. 28 maja 1942 w Des Moines, stan Iowa) – amerykański biochemik i neurobiolog, laureat Nagrody Nobla w dziedzinie fizjologii i medycyny w roku 1997 za odkrycie prionów – rodzaju białkowych samopowielających się infekcyjnych czynników chorobotwórczych. Badania nad nimi rozpoczął w 1972 roku, studiując pacjentów z chorobą Creutzfeldta-Jakoba (ang. CJD). W roku 1974 rozpoczął badania nad chorobą kłusową (neurologiczna choroba owiec). W kwietniu 1982 opublikował artykuł w Science używając po raz pierwszy terminu prion.
Od 1988 roku profesor neurologii i biochemii na University of California, San Francisco, USA.